# Cruria darwiniensis
Cruria darwiniensis är en fjärilsart som beskrevs av Butler 1884. Cruria darwiniensis ingår i släktet Cruria och familjen nattflyn. Inga underarter finns listade i Catalogue of Life.